# John Patrick Murphy
John Patrick Murphy (* 26. Juli 1909 in Belmullet, County Mayo, Vereinigtes Königreich Großbritannien und Irland; † 18. September 1997) war ein irischer römisch-katholischer Geistlicher und Bischof von Port Elizabeth.

## Leben
John Patrick Murphy empfing am 3. Juni 1934 das Sakrament der Priesterweihe für das Bistum Port Elizabeth.
Am 6. Mai 1972 ernannte ihn Papst Paul VI. zum Bischof von Port Elizabeth. Der Erzbischof von Kapstadt, Owen Kardinal McCann, spendete ihm am 28. August desselben Jahres in der Feather Market Hall in Port Elizabeth die Bischofsweihe; Mitkonsekratoren waren der Bischof von Johannesburg, Hugh Boyle, und der emeritierte Bischof von Port Elizabeth, Ernest Arthur Green.
Papst Johannes Paul II. nahm am 21. März 1986 das von John Patrick Murphy aus Altersgründen vorgebrachte Rücktrittsgesuch an.